# Oarces
Oarces là một chi nhện trong họ Mimetidae.